# Онуфрий (Парусов)
Инок Онуфрий (в миру Андрей Фёдорович Парусов; 1816, Ярославская губерния — 22 августа 1894, Москва) — единоверческий монах Русской православной церкви, бывший старообрядческий епископ Браиловский Белокриницкой иерархии.
После перехода в единоверие некоторое время был настоятелем Никольского единоверческого монастыря в Москве.
Последние 30 лет жизни был простым иноком в Никольском единоверческом монастыре в Москве.

## Биография
Андрей Фёдорович Парусов родился в крестьянской семье Ярославской губернии. Родители его были православными и в детстве крестили сына в Православной Церкви с именем Андрей.

### Деятельность встарообрядчестве
В 1835 году присоединился к старообрядчеству. Вскоре, стремясь к иночеству, принял постриг в Покровском старообрядческом монастыре в Стародубье, позже перейдя в Лаврентьевский монастырь на Стародубье. Здесь он познакомился Петром Великодворским (впоследствии иноком Павлом Белокриницким), игуменом Аркадием и другими значительными старообрядческими деятелями. Знакомство с иноком Павлом и с иноком Геронтием (Колпаковым), поделившимися с ним планом создания епископской кафедры для старообрядцев, увлекло Онуфрия в Белую Криницу. После закрытия Лаврентьевского монастыря он перешёл в Белокриницкий монастырь, где жил занимая должность ризничего.
В 1847 году, после присоединения к старообрядческой церкви митрополита Босно-Сараевского Амвросия (Папагеоргопулоса), инок Онуфрий был поставлен им во иеродиакона.
29 августа 1848 года рукоположён во епископа на кафедру города Браила (Австрия).
Епископ Браиловский Онуфрий, наместник Белокриницкого митрополита стал ближайшим помощником Павла Белокриницкого в устроении Белокриницкой (Австрийской) старообрядческой иерархии, а по смерти Павла Белокриницкого в 1854 году, даже стал главным руководителем этой ответственной работы.
В начале 1860 года в Москве архиепископ Антоний (Шутов) стал именоваться архиепископом Московским и Всея России. Это стремление Антония к преобладанию над другими старообрядческими епископами вызвало сильное неудовольствие в среде старообрядцев. В конце 1861 года из Австрии в Москву прибыл Онуфрий (Парусов) наместник Белокриницкого митрополита Кирила (Тимофеева), имея поручение окормлять русских старообрядцев, приемлющих священство Белокриницкой иерархии. В частности, наместник Белокриницкой митрополии прибыл для поиска путей решения недоразумений, возникших между епископами Казанским Пафнутием (Шикиным) и Коломенским Пафнутием (Овчинниковым), с одной стороны, и архиепископом Антонием (Шутовым) — с другой.
Более года епископ Онуфрий (Парусов) управлял иерархическими делами в России. Здесь при его ближайшем участии было издано известное «Окружное послание», одним из главных инициаторов и сторонников которого он являлся. С автором «Окружного послания», Илларионом Кабановым его связывала ещё и личная дружба. Но он не смог восстановить репутации Белокриницких архиереев в глазах поповщинского старообрядческого общества. Антоний (Шутов) хотя и считался главою окружнической партии, но совсем не разделял выраженных в «Окружном послании» мнений, и всегда был готов отказаться от «Окружного послания», делая многократные попытки приобрести этой ценою мир с противоокружниками. Это было причиной продолжительной борьбы архиепископа Антония с епископом Казанским Пафнутием, представителем партии окружников, который в длинных записках подробно исчислял заблуждения и проступки Антония (Шутова).
Недовольство, вызванное раздорами в Белокриницкой старообрядческой иерархии, ещё усилившимися спорами с беспоповскими старообрядцами, зародило в нём сомнения в истинности Белокриницкой иерархии, которое укрепилось когда нашлись единомышленники, главным из которых стал епископом Коломенский Пафнутий (Овчинников). Постепенно сформировалось братство из 7-ми единомышленников, которые вступили в переговоры со митрополитом Московским Филаретом (Дроздовым), закончившиеся присоединением к синодальной Православной Российской Церкви.

### Деятельность после присоединения кРПЦ
23 июня 1865 года Онуфрий (Парусов) вместе с Пафнутием (Овчинниковым) епископом Коломенский, иеромонахом Иоасафом, архидиаконом и секретарём-письмоводителем Белокриницкой митрополии Филаретом (Захаровичем) и иеродьяконом Мельхиседеком, в Московском Троицком единоверческом храме, епископом Дмитровским Леонидом (Краснопевковым), викарием Московской епархии были присоединены к Православной Церкви на правах единоверия.
А 21 июля 1865 года ещё присоединились к Православной Церкви на правах единоверия неокружнический епископ Тульский Сергий и протодиакон Кирилл Загадаев. В 1867 году к ним примкнули ещё епископ Тульчинский Иустин (Игнатьев) и иеродьякон Феодосий.
Поначалу все новоприсоединённое братство жило в отдельном флигели Чудова (кафедрального) монастыря, куда они вселились с благословения митрополита Московского Филарета ещё до присоединения к Православной Церкви.
Этот переход из старообрядчества в Православную Церковь стал одной из главных причин создания в Москве Никольского единоверческого монастыря.
И 16 мая 1866 года при Преображенском кладбище был торжественно открыт Никольский единоверческий общежительный мужской монастырь. Первым настоятелем и устроителем которого стал архимандрит Тарасий, бывший основатель и настоятель Благовещенского Керженского единоверческого скита (Нижегородской губернии). А первыми насельниками единоверческого монастыря стало новоприсоединенное братство бывших старообрядческих иерархов, включая и инока Онуфрия (Парусова).
В июле 1866 года, вследствие обстоятельств своего монастыря, архимандрит Тарасий испросил у митрополита Московского Филарета увольнение и возвратился в свой Благовещенскоий скит. После отбытия отца Тарасия, братия монастыря выбрала инока Онуфрия (Парусова) в настоятели. И святитель Филарет митрополит Московский благословил иноку Онуфрию (Парусову) управлять монастырём в должности настоятеля, опираясь на помощь и советы архимандрита Вениамина (Петухова) — наместника Чудова (кафедрального) монастыря. Но этой должностью отец Онуфрий тяготился и со временем упросил владыку уволить его от должности настоятеля, желая оставаться простым иноком в этом монастыре.
В середине 1867 года братство выбрало в настоятели, уже рукоположённого во священство, иеромонаха Пафнутия (Овчинникова), который согласился управлять Никольским единоверческим монастырём, с условием оставаться настоятелем, пока не окончится дело присоединения Павла Прусского, в это время уже начатое.
25 февраля 1868 года, к Православной Церкви на правах единоверия присоединился знаменитый в старообрядчестве инок Павел Прусский, основатель и настоятель беспоповского старообрядческого Войновского монастыря в Восточной Пруссии. Он присоединился вместе со своим братством из 15-ти учеников. И через некоторое время — 10 июня 1868 года иеромонах Пафнутий (Овчинников) уволился от должности настоятеля монастыря, и по благословению митрополита Московского Иннокентия (Вениаминова) возвратился в Чудов монастырь для миссионерских занятий. И на его место — в настоятели, был избран инок Павел Прусский.
Инок Онуфрий (Парусов) так и не принял священного сана, и простым иноком прожил последние 30 лет в Никольском единоверческом монастыре в Москве. При этом он был очень полезен профессору Противораскольнической кафедры Московской духовной академии Николаю Субботину, сообщая ему ценнейшие данные по истории возникновения старообрядческой Белокриницкой (Австрийской) иерархии.
Скончался инок Онуфрий 22 августа 1894 года в Московском Никольском единоверческом монастыре, где и погребён.